# 坪野鎌之
坪野 鎌之（、1919年〈大正8年〉7月26日 - 没年不詳）は、日本の元俳優。ニックネームは「ツボカマさん」。

## 来歴・人物
東宝の専属俳優であり、三船プロダクションにも所属していた。
特撮映画や三船敏郎主演映画を始め、ジャンルを問わず、多くの作品に出演。巧みなセリフ回しやコミカルな演技が特徴。
1971年以降、映画出演の記録がない。

## 出演作品

### 映画
- 七人の侍（1954年） - 野武士
- ゴジラシリーズ
  - ゴジラ（1954年） - 海上保安庁係官[4][5]、しきねの新聞記者[4][5][注釈 1]
  - ゴジラの逆襲（1955年） - 大阪海上警察官[5]
  - キングコング対ゴジラ（1962年） - 大安丸船員[5]
  - モスラ対ゴジラ（1964年） - インファント島民[3]、ホテルの避難客[5]
  - 三大怪獣 地球最大の決戦（1964年） - 寿山号船員[6][5]
  - 怪獣大戦争（1965年） - 記者[7][5]
  - ゴジラ・エビラ・モスラ 南海の大決闘（1966年） - インファント島の島民[5]
  - 怪獣総進撃（1968年） - 国際警察刑事B[6][5]
  - ゴジラ・ミニラ・ガバラ オール怪獣大進撃（1969年） - 野次馬[5]
- 透明人間（1954年） - 路面電車の乗客、刑事[要出典]
- 獣人雪男（1955年） - 案内人B[6]
- 夫婦善哉（1955年）
- 空の大怪獣 ラドン（1956年） - 鑑識課員[2][8][4]、防衛隊幹部[要出典]
- 蜘蛛巣城（1957年） - 都築の使武者
- 地球防衛軍（1957年） - 電話の警官[9][注釈 2]
- 変身人間シリーズ
  - 美女と液体人間（1958年） - 小川刑事[6][10]
  - ガス人間第一号（1960年） - 大崎刑事[6][10]
- 密告者は誰か（1958年） - 刑事
- 私は貝になりたい（1959年） - 河原
- 日本誕生（1959年） - 高天原の神[要出典]、大伴の兵[11][注釈 1]
- 宇宙大戦争（1959年） - アナウンサー[要出典]
- 非情都市（1960年） -  石黒
- 独立愚連隊西へ（1960年） - 八路軍兵士
- 大坂城物語（1961年）
- 情無用の罠（1961年） - 刑事
- 南の風と波（1961年） - 床屋
- モスラ（1961年） - 防衛隊幹部、空港の警官[要出典]
- トイレット部長（1961年） - 課員
- 世界大戦争（1961年） - 東京プレスクラブ運転手、記者[要出典]
- 妖星ゴラス（1962年） - 政府関係者[要出典]
- 太平洋の翼（1963年） - 潜水艦の乗組員[要出典]
- 海底軍艦（1963年） - 轟天建武隊軍曹、ムウ帝国人[要出典][注釈 1]
- 君も出世ができる（1964年） - 東和観光社員
- 宇宙大怪獣ドゴラ（1964年） - 刑事[要出典] [注釈 1]
- ここから始まる（1965年） - 父子寮の男
- 太平洋奇跡の作戦 キスカ（1965年） - 第五艦隊機関参謀[12]
- フランケンシュタイン対地底怪獣（1965年） - 広島の警官[1][注釈 1]
- けものみち（1965年） - 私服刑事
- フランケンシュタインの怪獣 サンダ対ガイラ（1966年） - ビアガーデンの客、自衛隊幹部[要出典][注釈 1]
- キングコングの逆襲（1967年） - 警備本部員[要出典]
- 東宝8.15シリーズ
  - 連合艦隊司令長官 山本五十六（1968年） - 機動部隊の参謀[要出典]
  - 日本海大海戦（1969年） - 電柱の号外を見る男[要出典]
  - 激動の昭和史 軍閥（1970年） - 号外売りの男、召集された市民
  - 激動の昭和史 沖縄決戦（1971年） - 県庁幹部[要出典]
- クレージーの大爆発（1969年） - 警官[注釈 1]
- ゲゾラ・ガニメ・カメーバ 決戦!南海の大怪獣（1970年） - セルジオ島民[要出典][注釈 1]

### テレビドラマ
- ウルトラシリーズ
  - ウルトラQ（1966年）
    - 第2話「五郎とゴロー」 -  巡査
    - 第12話「鳥を見た」 - 漁師（船発見者）
    - 第20話「海底原人ラゴン」 - 林巡査

  - ウルトラマン 第31話「来たのは誰だ」（1967年） - 巡査
  - ウルトラセブン 第8話「狙われた街」（1967年） - 町の人（友里征二郎弔問客）
  - 帰ってきたウルトラマン 第11話「毒ガス怪獣出現」（1971年） - 人夫
- 快獣ブースカ 第40話「水の大行進」（1967年） - 日本アルプスの水売り
- 昔三九郎 第2話「必殺」（1968年）
- 大忠臣蔵（1971年）